# HUMANITY (ゲーム)
『HUMANITY』（ヒューマニティ）はtha LTD.によって開発されたパズルゲーム。

## 概要
本作は中村勇吾による初の本格ゲーム作品であり、ゲームクリエイターの水口哲也氏が率いるEnhanceがレベルデザイン、プロデュース及びパブリッシングを担当した。

## あらすじ
主人公はある朝、目が覚めると柴犬になっていた。頭の中で声が響き、自我を失った人々に指示を出し、天へと伸びる光へ導くように指示された。その後、「実験室」と呼ばれる空間に主人公は移動、頭の中で響いた声の正体は主人公を"最初に導く者"である「BLUE CORE」という球体であった。そして、BLUE COREに実験を進めることが使命であることを告げられる。
すると突然、一見すると人間と似ているが全く異なる原理で動く「OTHERS」という、人間に対して攻撃的な勢力が現れる。OTHERSに対抗する為に、人々に銃や剣を持たせ進んでいく。

## ゲームシステム
プレイヤーは柴犬となり、自我を失った人々をステージ内にアイテムを設置し光（ゴール）へ導く。ステージの途中には「GOLDY」という金色の巨人が存在しており、一定数のGOLDYを光へ導くと新たな能力や人間のコスチュームやスキンが得られる。
プレイヤーがオンラインで他のユーザーと自作のステージを共有することが可能である。

## 開発
本作の発想の原点は鳥の群れの動きであると、デザイナーの中村勇吾は語っている。

## AR
AR技術を用いた「HUMANITY -AR EXPERIMENTS-」が2021年の5月12日から6月18日まで開催されていた。六本木ヒルズ森タワー前の広場66プラザにあるARマーカーをスキャンすると、本作の自我を失った人々がARで登場する。

## 受賞
| 受賞年 | 賞                                         | 部門                                             | 結果       | 備考   |
| ------ | ------------------------------------------ | ------------------------------------------------ | ---------- | ------ |
| 2023年 | EDGE                                       | Playstation Game of the Year                     | 受賞       | [ 6 ]  |
| 2023年 | EDGE                                       | VR Game of the Year                              | 受賞       | [ 6 ]  |
| 2023年 | EDGE                                       | Best Games of the Year                           | 4位        | [ 6 ]  |
| 2023年 | INDIE Live Expo                            | Trailer of the Year                              | 受賞       | [ 7 ]  |
| 2023年 | PlayStation Blog                           | May 2023 Player’s Choice Award                   | 受賞       | [ 8 ]  |
| 2023年 | PlayStation Blog                           | Best Independent Game of the Year                | ノミネート | [ 7 ]  |
| 2023年 | ADC                                        | Art Director                                     | 受賞       | [ 9 ]  |
| 2023年 | The Game Awards 2023                       | Best VR/AR Game                                  | ノミネート | [ 10 ] |
| 2023年 | Golden Joystick Awards                     | PlayStation Game of the Year                     | ノミネート | [ 11 ] |
| 2023年 | Unity Awards                               | Best AR/VR Game                                  | ノミネート | [ 12 ] |
| 2023年 | PLAY Magazine                              | Reader’s Choice Game of the Year 2023            | ノミネート | [ 7 ]  |
| 2024年 | New York Game Awards                       | Coney Island Dreamland Award for Best AR/VR Game | ノミネート | [ 13 ] |
| 2024年 | ゲーム・デベロッパーズ・チョイス・アワード | BEST AUDIO                                       | 佳作       | [ 14 ] |